# آتیزیس
آتیزیس (درگذشته ۳۳۳ پ. م) ساتراپ ایرانی فریگیه بزرگ به هنگام لشکرکشی اسکندر علیه شاهنشاهی هخامنشی بود. او برای پیوستن به سپاه داریوش سوم به سوریه رفت و در نبرد ایسوس کشته شد.